# Munition traçante

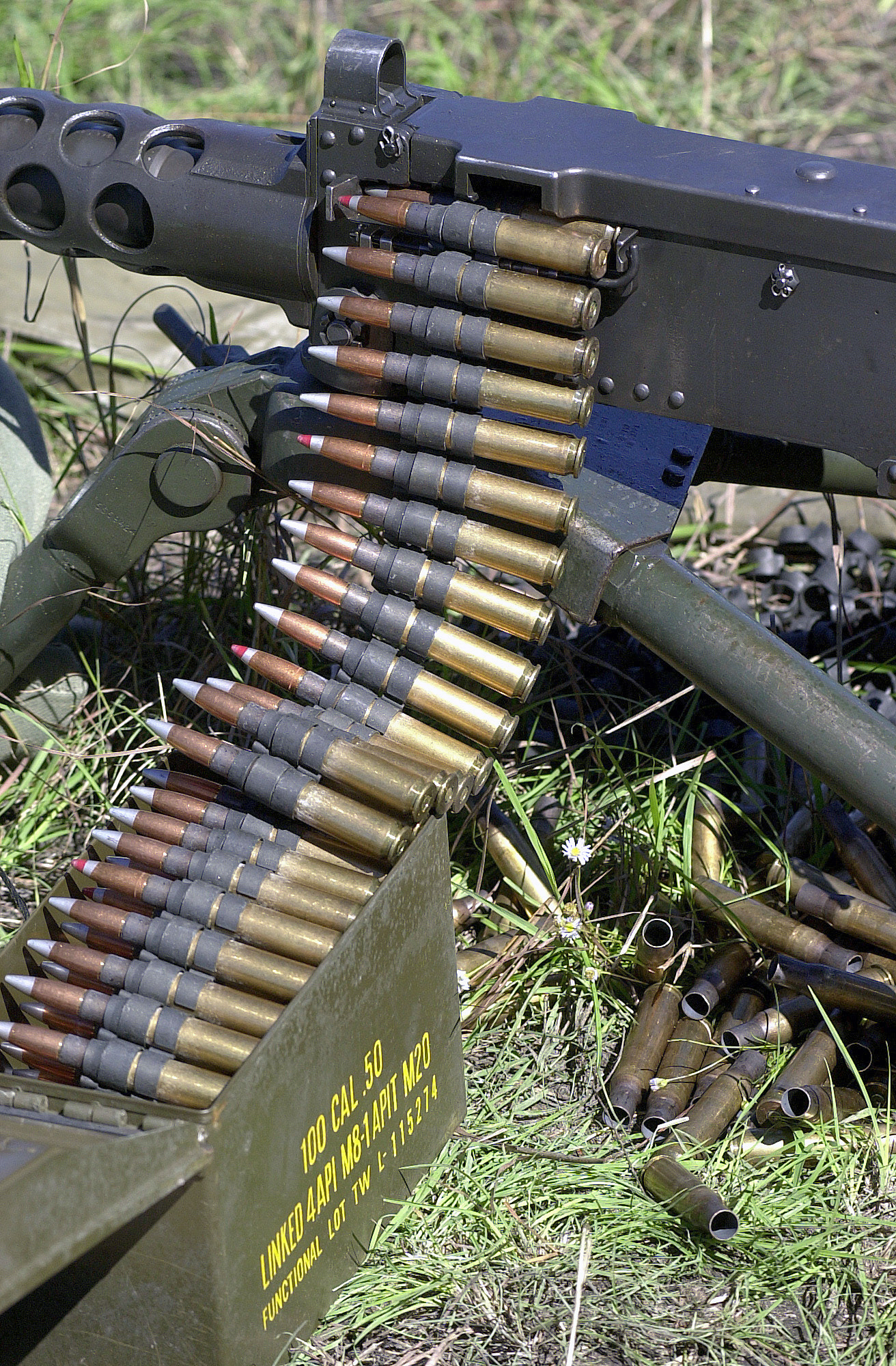
Magasin d'une Browning M2, les ogives marquées d'une pointe rouge sont des balles traçantes.

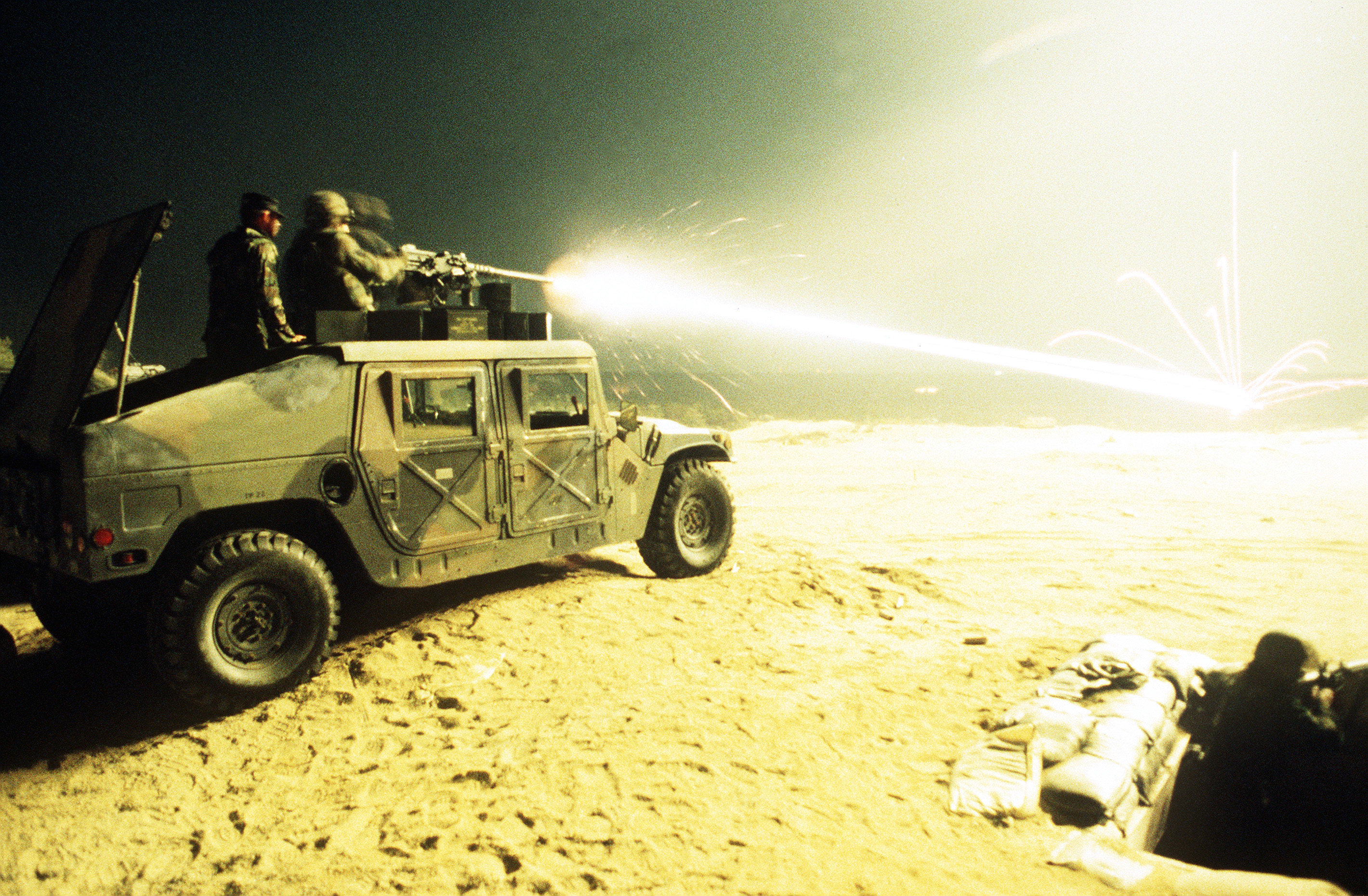
Effet ricochet des balles traçantes

Une munition traçante est un type de munition muni d'un dispositif pyrotechnique émettant de la lumière tout au long de la trajectoire vers la cible. L'ogive étant très visible à l'œil nu, elle permet au tireur de suivre la trajectoire de la balle par rapport à la cible afin d'apporter des corrections à sa visée. Mélangées avec d'autres types de munitions, elles équipent les magasins des armes automatiques comme les mitrailleuses et les canons automatiques.

## Histoire
Les balles traçantes furent utilisées pour la première fois par les Britanniques et les Américains durant la Première Guerre mondiale contre les Allemands.

## Fabrication
Aux États-Unis, elles sont généralement faites de phosphore ou de magnésium, leur donnant une lumière rouge vif. En Russie et en Chine, elles sont généralement faites de sels de baryum, leur donnant une lumière verte. Certains modèles utilisent des compositions modernes qui produisent peu ou pas de lumière visible et rayonnent principalement dans l'infrarouge, qui est visible uniquement sur l'équipement de vision de nuit.

## Utilisation
Les magasins sont généralement équipés d'un mélange aux proportions variables de plusieurs types de munitions, mêlant par exemple ogives perforantes, explosives et traçantes. Les plus gros calibres, utilisés par des canons automatiques, permettent la conception d'obus ayant plusieurs caractéristiques, par exemple traçante et explosive, grâce à une architecture interne particulière.

## Risque incendiaire
En raison de ces propriétés pyrotechniques, les balles traçantes ont une haute capacité incendiaire. Au Royaume-Uni, l'usage de ce type de munition est contrôlé en raison des risques d'incendies. L'usage de telles munitions est normalement limité à des applications militaires. L'incendie qui a ravagé une partie des Calanques de Marseille en juillet 2009  pourrait avoir été démarré par un tir de munition traçante (exercices dans le camp de Carpiagne situé dans les calanques) alors que la végétation était très sèche, et donc facilement inflammable 

## Galerie

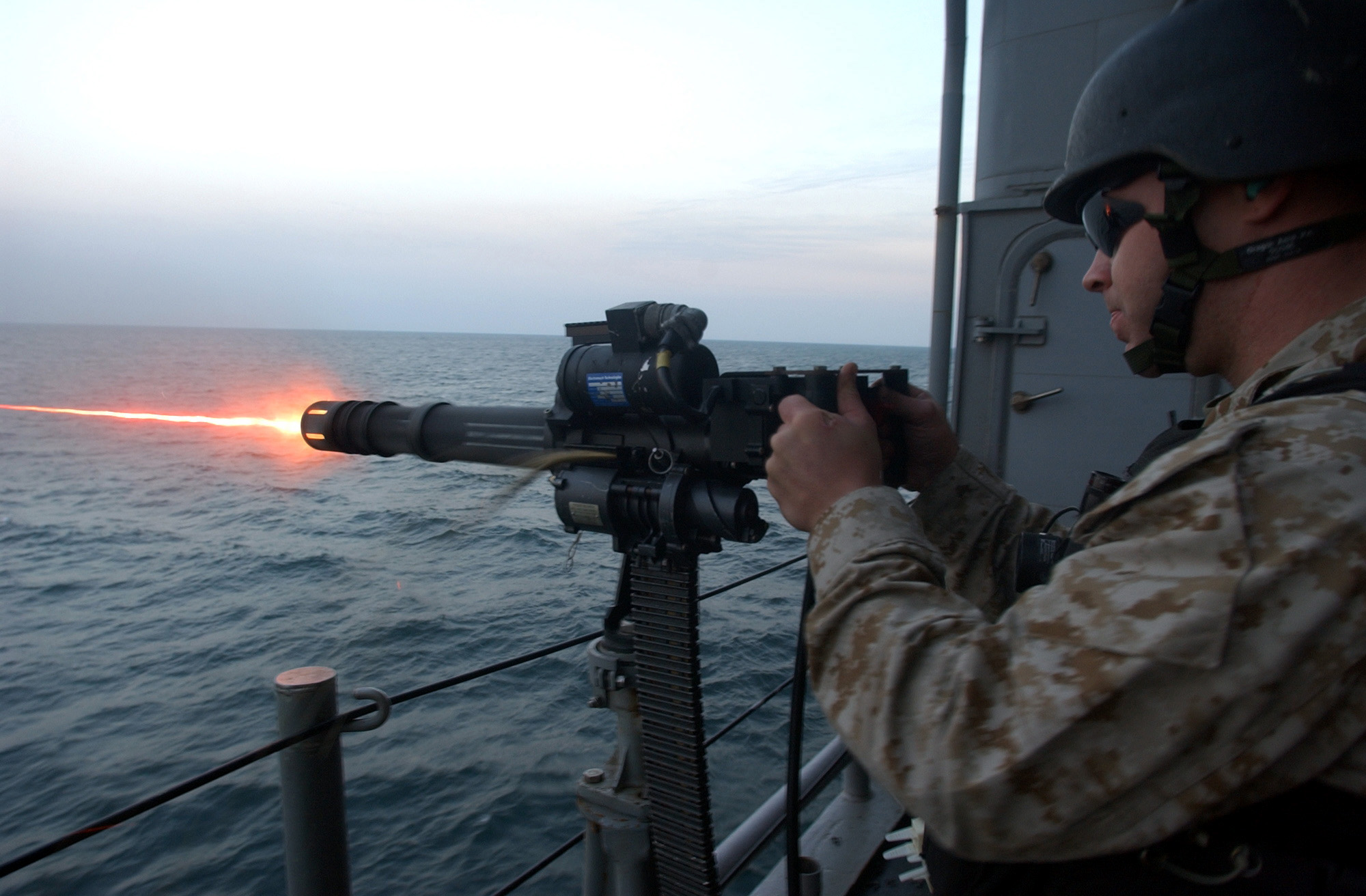
Traçantes américaines de couleur rouge, servant d'un Gau 17 7.62mm minigun.
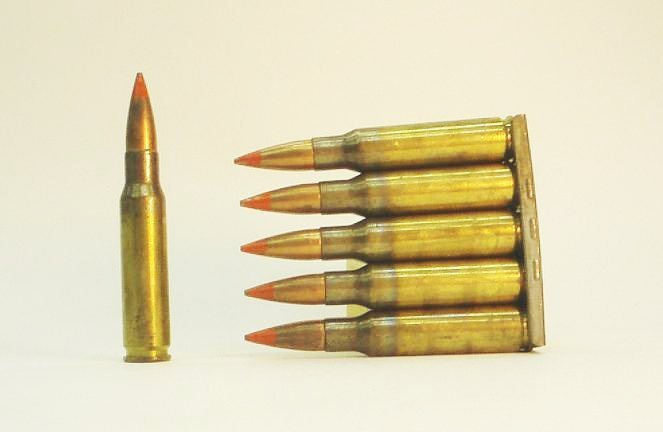
Balles traçantes 7,62 x 51 mm OTAN.
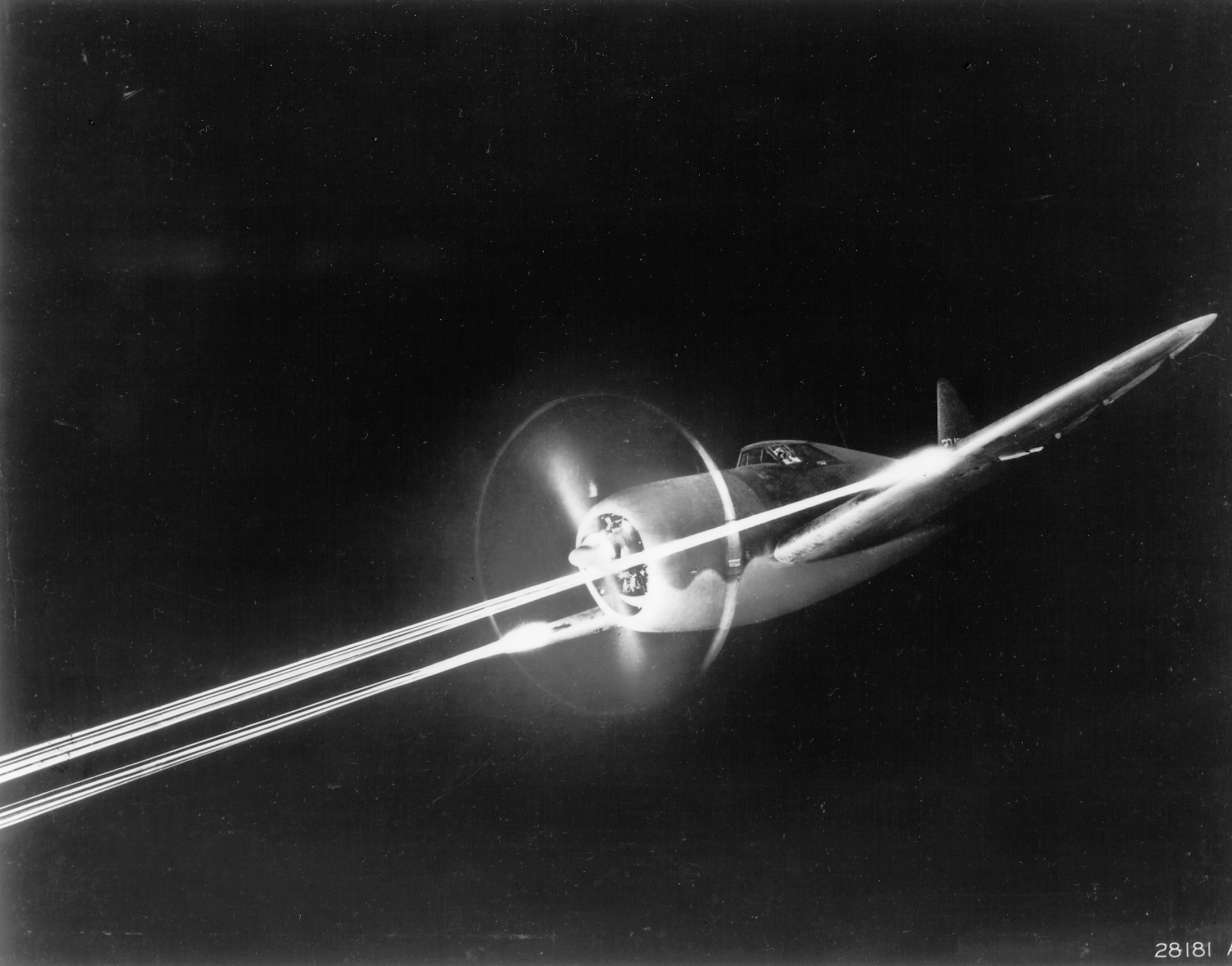
Chasseur-bombardier Republic P-47 Thunderbolt faisant feu de ses huit mitrailleuses lourdes Browning M2 au cours d'une mission de nuit.